# 岩崎陽子
岩崎 陽子（いわさき ようこ、1966年7月12日 - ）は、日本の漫画家。熊本県上益城郡出身。かに座で、血液型はA型。好きなものはオカルト・酒・和風など。

## 経歴
作者サイトによると、1987年、『プリンセスGOLD』（秋田書店）に掲載された「NGスタンバイ」にてデビュー。それ以前に、『花とゆめ』（白泉社）に、投稿漫画賞の受賞作品とその続編の読切が掲載されている。
1990年から、『プリンセスGOLD』にて陰陽師・安倍晴明を主人公に『王都妖奇譚』を連載。長髪美形の晴明を始め、岩崎の創作による親友・藤原将之、敵役の元兄弟子・橘影連等の魅力的なキャラクターや人間関係、華やかなビジュアル、華麗なアクションシーンで話題を呼ぶ。少女漫画購読層に安倍晴明の名を知らしめ、後の大ブームの先駆けとなった。この作品によって「安倍晴明」が「晴明さま♥」になったとも言われる。
コミックス11巻をもって連載は終了したが、その後、空前の安倍晴明ブームが到来した。
1999年、高原豊明著「安倍晴明伝説」に「くせのある陰陽師」と題したエッセーを寄稿。
2001年、国立歴史民俗博物館にて開催された特別展示「異界万華鏡〜あの世・妖怪・占い〜」にて、コミックス9巻表紙イラストが展示される。
同年、夢枕獏の「陰陽師」映画化に際して角川書店から出版された『ミステリーDX』増刊安倍晴明特集号に、王都妖奇譚3作品が再録される。この時、新作の発表は無かったが、映画陰陽師についてのコミックエッセーが掲載されており「この狩衣アクション映画は王都連載当時に見たかった」と述べている。同時期に、秋田書店から出版された安倍晴明特集号「陰陽・風水」にて、新作読切（小野氷月をメインに据えた番外編）を発表。
2001年、秋田書店よりコミック文庫発売（全7巻）。
2002年、TVドラマ化を期に、『プリンセスGOLD』に新作読切を発表。その後、他の単行本未収録作を加え、連載終了から数年を経てコミックス12巻が発売となり、完結した。
1996年から『ミステリーDX』（角川書店）にて新撰組を題材にした『無頼 -BURAI-』を連載。「新撰組の最後を描きたい」という想いから、斉藤一を主人公に据えた。
『無頼 -BURAI-』がコミックス5巻を以って一旦完結した後、『無頼-魔都覚醒-』とタイトルが変更になる。「新撰組版X-ファイル」のコンセプトを持っていた前作よりも更にオカルト色の強い展開となるが、それまで広義の「ミステリー」としてホラー・オカルト系作品と推理探偵作品を抱き合わせで扱ってきた『ミステリーDX』が、突然推理探偵物専門誌へと路線変更された為、2001年7月号以降打ち切り状態となっている（この時「無頼」以外にもホラー、オカルト、歴史系の連載作品が急遽打切の憂き目に遭い、未完となっている物も多い）。『ミステリーDX』掲載の最後数話は単行本未収録。その後、『プリンセスGOLD』、同誌増刊新撰組特集号で単発読切の形で2話が発表された。電子書籍版では短編2作品を含めて3巻が発売されている。
2001年からは、『少女帝国』（角川書店）創刊に合わせて『浪漫狩り』連載開始。しかし、主要登場人物が出揃った第3話掲載後に雑誌が休刊。その後キャラクターデザイン、人間関係や性格設定を若干変更して『プリンセスGOLD』へ移行し、2007年2月号で完結。同年6月17日には、『浪漫狩り』の最終巻と同時に、『少女帝国』版の『浪漫狩り』も『浪漫狩り・ZERO』と題されて発売されている（2010年現在でも入手可能）。
2002年には『王都妖奇譚』を原作としたテレビドラマ『陰陽師☆安倍晴明〜王都妖奇譚〜』が放映された。
2009年から、ハーレクインロマンスのコミカライズに着手。
2016年から2019年まで『プリンセスGOLD』にて、『ルパン・エチュード』を連載する。

## 漫画・コミック
- 王都妖奇譚 全12巻
- 無頼 -BURAI- 全5巻
- 無頼 魔都覚醒 全2巻（一部電子書籍は全3巻）
- 浪漫狩り 全7巻
- ルパン・エチュード 全4巻

ハーレクイン
- 架空の恋人（原作：ヘレン・ブルックス）ハーレクイン・ロマンス（2010年8月11日）
- 炎のドレスの誘惑（原作：ロビン・ドナルド）ハーレクイン・キララ（2011年9月10日）
- オリンポスの咎人II ルシアン（原作：ジーナ・ショウォルター）増刊ハーレクインオリンポスの咎人（2011年9月30日）
- プロポーズは結婚式で（原作：ミシェル・ダナウェイ）ハーレクイン・キララ（2012年3月10日）
- 恋は強引に（原作：ジャクリーン・バード）ハーレクイン1/21号02（2013年1月5日）
- 美しい夢をあなたと原作：オリヴィア・ゲイツ）ハーレクイン 7/21号14（2013年7月5日）
- 追憶のファースト・ラブ（原作：デイ ラクレア）ハーレクイン・キララ（2014年2月10日）
- あのキスの記憶（原作：マーガレット・ムーア）ハーレクイン 3/21号06（2014年3月6日）
- 愛のゆらぎ（原作：レスリー ケリー）ハーレクイン・ロマンス（2014年11月4日）
- シークに娶られて原作：メイシー・イエーツ）ハーレクイン 9/6号17（2015年8月21日）
- 恋に落ちた大富豪（原作：アンナ クリアリー）ハーレクイン・キララ（2015年6月11日）【ハーレクイン 4/6号07（2012年3月21日）記載】
- 狙われた無垢（原作：ペニー・ジョーダン）ハーレクイン・キララ（2016年2月11日）

## 挿絵・イラスト
- 「黄金の破壊神」シリーズ「遥かなる忘却の河」（1巻）新田一実著・大陸書房
※出版社倒産により未完。後に著者による同人誌、また桜桃書房エクリプスロマンスから、若干キャラクター設定を変更して続編が発表される。挿絵は氷栗優。
- 「神の禽（とり）」シリーズ（全3巻）河原よしえ著・角川書店スニーカー文庫
- 「霊感探偵倶楽部」シリーズ（1 - 3巻）新田一実著・講談社ホワイトハート文庫
※岩崎陽子が挿絵を担当したのは3巻まで。シリーズはこの後も長く続くが、4巻以降の挿絵は笠井あゆみに引き継がれる。
- 「聖龍伝説」シリーズ「黄金の瞳の少女」（1巻）上原尚子著・ケイブンシャノベルス
※出版社倒産により未完。
- 「異界の四龍士」シリーズ外伝「貴種流離譚」六道慧著・角川書店
※本編は角川スニーカー文庫より全4巻。挿絵は若菜等+Ki
- 「肩ガ触レルホド」（全1巻）中原一也著・ガイノベルス
- 「血の刻」シリーズ（全4巻）仙道はるか著・講談社ホワイトハート文庫
- 「愛と惑いの残り香」（全1巻）伊郷ルウ著・講談社ホワイトハート文庫
- 「機密は夜に奪われる」（全1巻）水月真兎著・白泉社花丸文庫
- 「新撰組 血風伝」表紙とイラストエッセー、学研・ピチコミックス
- 「義経伝・桜吹雪に散りゆく恋」ピンナップ（義経と静御前）、学研・ピチコミックス
- 「五条霊戦記・キャラクターブック」イラストエッセー、角川書店

## その他
同人活動もしており、2010年現在、画集のほかにデビュー作を収録した同人誌を販売中である。
少女帝国版浪漫狩り（コミックス・浪漫狩りZERO）では、主人公である猿渡の「顔が怖い」と言われてしまった為、プリンセスGOLD版では若干ソフトな雰囲気に調整したとのこと。大学講師の設定はこの時作られた。
王都妖奇譚コミックス3巻にて、「晴明神社に参拝し人生相談を受けるが、宮司に『こちらの御祭神を主人公に漫画を描いています』とは言えなかった」ことを描いている。
鈴木光明の少女漫画教室に在籍していたことがあり、「少女まんが入門」（白泉社刊 鈴木光明著 ISBN 978-4592730064）に生徒作品としてカットが数点載っている。